# Leandro Casale
Leandro Casale (La Plata, Argentina, 22 de noviembre de 1984) es un futbolista argentino. Juega de mediocampista y su equipo actual es AS Ginosa de Italia.

## Trayectoria
Comenzó en las inferiores de Estudiantes de La Plata y luego pasó a las de Defensores de Cambaceres. Debutó en 2002 con la camisa del Defensores de Cambaceres, donde jugó doscientos diez partidos y solo en diez de ellos ingresó como suplente. Desde 2005 hasta 2007 se encontró jugando en Italia con un equipo llamado Ruggiero di Lauria. En 2007 regresó al cuadro rojo, participando de un total de diecinueve partidos sin conseguir anotar gol. A mediados de 2009 se anuncia su llegada al Club El Porvenir, en el cual logró anotar diez goles en setenta partidos. En 2011 fue transferido al Dock Sud, con el cual jugaría setenta y nueve partidos y anotaría cuatro goles.
En 2015 es contratado por el Club Deportivo Victoria de la Liga Nacional de Honduras.
Luego de su paso por Centroamérica retornaría al Viejo Continente (Italia) y firmaría en el Real Metapontino de la región Basilicata para la temporada 2015/16 anotando dos goles.
Al año siguiente se mudaría a la región de Puglia para jugar en la Fortis Altamura las temporadas 2016/17- 2017/18 marcando 16 goles y consiguiendo un ascenso.
La 2018/19 lo vería retornar a la región de Basilicata para jugar en la ASD Policoro convirtiendo 8 goles.
Para la siguiente temporada(2019/20) volvería a jugar en la región de Puglia en la AS Ginosa donde se desempeña actualmente.

## Clubes
| Club                     | País      | Año         |
| ------------------------ | --------- | ----------- |
| Defensores de Cambaceres | Argentina | 2002-2005   |
| Ruggiero di Lauria       | Italia    | 2005-2007   |
| Defensores de Cambaceres | Argentina | 2007-2008   |
| Pisticci                 | Italia    | 2008-2009   |
| El Porvenir              | Argentina | 2009-2011   |
| Dock Sud                 | Argentina | 2011-2013   |
| Bibbiena                 | Italia    | 2014        |
| Picerno                  | Italia    | 2014        |
| Club Deportivo Victoria  | Honduras  | 2015        |
| Real Metapontino         | Italia    | 2015 - 2016 |
| Fortis Altamura          | Italia    | 2016-2018   |
| ASD Policoro             | Italia    | 2018-2019   |
| AS Ginosa                | Italia    | 2019-Act.   |